# Máctinô Thọ
Máctinô (Martinô) Thọ tên đầy đủ là Máctinô Trần Ngọc Thọ. Ông còn có tên là Trần Ngọc Quang hay Nho là một giáo dân theo đạo Công giáo, tử vì đạo dưới triều vua Minh Mạng, được Giáo hội Công giáo Rôma phong Hiển Thánh vào năm 1988.
Ông sinh năm 1787 tại làng Kẻ Báng, xã Kim Thái, huyện Vụ Bản, tỉnh Nam Định, thuộc Tổng Giáo phận Hà Nội. Ông tên thật là Nho, Thọ là tên của người con thứ chín. Ông làm ruộng và có nhận  việc thu thuế đinh. Khi lệnh cấm đạo được thi hành triệt để, gia đình ông vẫn kiên tâm sống đạo, vẫn đón linh mục, thầy giảng và giữ ảnh tượng thánh trong nhà. Khi quan quân thi hành lệnh triệt phá nhà thờ, nhà nguyện, nhà xứ và các cơ sở tôn giáo, ông Thọ đứng ra nhận nhà xứ Kẻ Báng, đưa vợ con vào sống trong nhà xứ để bảo vệ nhà xứ khỏi bị tàn phá. 
Sau khi đi viếng xác hai vị tử đạo là chánh trương Antôn Nguyễn Tiến Đích và lý trưởng Micae Nguyễn Huy Mỹ, ông Thọ dặn dò các con: “Nếu Chúa cho Cha theo chân hai đấng ấy, các con hãy vui lòng. Phần các con, nếu bị bắt, các con hãy can đảm giữ vững đức tin”. Tại đình làng Kẻ Báng, ngày 30 tháng 5 năm 1840, ông bị bắt vì tội chứa chấp đạo trưởng cùng với nhiều giáo dân khác. Ngày 8 tháng 11 năm 1840, ông chịu xử trảm tại pháp trường Bảy Mẫu (Nam Định). Thi thể được an táng tại giáo xứ Kẻ Báng.